# ایوانا هونگ
ایوانا هونگ (به انگلیسی: Ivana Hong) ژیمناست زادهٔ ۱۱ دسامبر ۱۹۹۲ میلادی اهل کشور ایالات متحده آمریکا است.